# Mimetes hottentoticus
Mimetes hottentoticus är en tvåhjärtbladig växtart som beskrevs av Phillips & Hutchinson. Mimetes hottentoticus ingår i släktet Mimetes och familjen Proteaceae. Inga underarter finns listade i Catalogue of Life.